# Harmon County
Harmon County är ett administrativt område i delstaten Oklahoma, USA, med 3 283 invånare. Den administrativa huvudorten (county seat) är Hollis. Countyt har fått sitt namn efter politikern Judson Harmon.

## Geografi
Enligt United States Census Bureau har countyt en total area på 1 395 km². 1 393 km² av den arean är land och 2 km² är vatten.

### Angränsande countyn
- Beckham County - nord
- Greer County - nordost
- Jackson County - sydost
- Hardeman County, Texas - syd
- Childress County, Texas - väst
- Collingsworth County, Texas - nordväst